# Hrabstwo Eaton
Eaton – hrabstwo w stanie Michigan w USA. Siedzibą hrabstwa jest Charlotte. Zostało nazwane na cześć Johna Eatona, sekretarza wojny Stanów Zjednoczonych. Według spisu z 2020 roku liczy 109,2 tys. mieszkańców.

## Miasta
- Charlotte
- Eaton Rapids
- Olivet
- Potterville
- Waverly (CDP)

## Wioski
- Bellevue
- Dimondale
- Mulliken
- Sunfield
- Vermontville

## Hrabstwo Eaton graniczy z następującymi hrabstwami
- północny wschód – hrabstwo Clinton
- wschód – hrabstwo Ingham
- południowy wschód – hrabstwo Jackson
- południe – hrabstwo Calhoun
- zachód – hrabstwo Barry
- północny zachód – hrabstwo Ionia

## Demografia
Według danych za lata 2014–2019 w hrabstwie 86,4% mieszkańców stanowiła ludność biała (82,8% nie licząc Latynosów), 6,8% to byli czarnoskórzy Amerykanie lub Afroamerykanie, 2,7% miało rasę mieszaną, 2,3% to byli Azjaci, 0,6% to rdzenna ludność Ameryki i 0,03% pochodziło z wysp Pacyfiku. Latynosi stanowili 5,4% ludności hrabstwa.
Do największych grup należały osoby pochodzenia niemieckiego (23,3%), angielskiego (12,9%), irlandzkiego (12,6%), „amerykańskiego” (6,3%), afroamerykańskiego, francuskiego (4,9%), polskiego (4,4%), meksykańskiego (3,8%) i holenderskiego (3,7%).

## Religia
W 2010 roku 14,2% populacji jest zielonoświątkowcami co jest najwyższym odsetkiem członkostwa w stanie Michigan i 10-tym co do wielkości w Stanach Zjednoczonych. Inne grupy protestanckie w hrabstwie, to: metodyści (3,9%), luteranie (3,3%), kalwini (1,6%), bezdenominacyjni (1,4%), adwentyści dnia siódmego (0,98%), uświęceniowcy (0,84%), baptyści (0,81%), campbellici (0,73%), anglikanie (0,56%), amisze (0,29%) i kilka innych grup. 
Kościół katolicki był drugą co do wielkości organizacją religijną zrzeszającą prawie 6% populacji. Inne zauważalne ugrupowania religijne, to: mormoni (0,44%) i świadkowie Jehowy (3 zbory). 